# یانوش فارکاش
یانوش فارکاش (مجاری: János Farkas; ۲۷ مارس ۱۹۴۲ – ۲۹ سپتامبر ۱۹۸۹) بازیکن فوتبال اهل مجارستان بود.
از باشگاه‌هایی که در آن بازی کرده‌است می‌توان به باشگاه ورزشی واشاش و باشگاه فوتبال فرنتس‌واروش اشاره کرد.
وی به‌همراه تیم ملی فوتبال مجارستان در بازی‌های المپیک تابستانی ۱۹۶۴ به مقام قهرمانی دست پیدا کرده‌است.